# Парсонс, Энтони
Сэр Энтони Деррик Парсонс (англ. Anthony Derrick Parsons; 09.09.1922 — 12.08.1996, Ашбертон (Девон), Дартмур, Девон (графство)) — британский дипломат.
В годы Второй мировой войны — артиллерийский офицер.
Затем изучал восточные языки в Оксфорде, где окончил Баллиол-колледж с первоклассным отличием.
В 1969—1971 годах — советник миссии Великобритании в ООН.
В 1971—1974 годах — заместитель министра иностранных дел.
В 1974—1979 годах — посол Великобритании в Иране. Рассекреченные впоследствии документы свидетельствуют, что Парсонс был излишне уверен в прочности позиций шаха. Покинул Тегеран в конце января 1979 года, спустя несколько дней после бегства шаха. В своих воспоминаниях писал: «Я говорил шаху, что гневное возмущение и всеобщее несогласие с режимом — это естественный результат пятнадцати лет давления и удушения в ходе развития его программ «модернизации». Осуществление этих программ усугубляло неравенство, раскол общества и классовые противоречия».
В 1979—1982 годах — постоянный представитель Великобритании в ООН. Затем оставил дипломатическую службу.
В 1982—1983 годах — специальный советник по иностранным делам премьер-министра.
В 1984—1996 годах работал в Эксетерском университете.
Умер от рака.
Автор нескольких книг, в частности «От «холодной войны» к жаркому миру» (From Cold War to Hot Peace, 1995).
Рыцарь Великого Креста ордена Святого Михаила и Святого Георгия (1982, рыцарь-командор 1975, кавалер 1969).
Королевский Викторианский орден (лейтенант, 1965).
Военный крест (1945).